# Langue standard
Une langue standard résulte de l'élaboration planifiée pour une langue  d'une variété de référence unitaire, à partir d'un de ses dialectes ou d'un diasystème. Cette variété est utilisée pour l'enseignement, l'usage officiel et l'écrit soutenu. Ces éléments visent à donner une cohérence culturelle, politique et sociale à un territoire où la langue standardisée est officielle ou nationale.
Une langue standard est une variété de langue ayant des normes non seulement implicites, mais aussi explicites, c’est-à-dire codifiées, « légalisées » par une instance de régulation officielle, à travers des dictionnaires monolingues, une orthographe, des grammaires et d’autres ouvrages linguistiques. Elle est principalement utilisée sous la forme d'une langue écrite (d'où la dénomination couramment employée de langue littéraire pour désigner une langue standard), mais aussi oralement par les locuteurs natifs et les néolocuteurs ayant un certain niveau de scolarité. C’est cette variété qui est enseignée dans les écoles en tant que langue maternelle ainsi qu'à ceux qui l’apprennent en tant que langue étrangère.
En général, les dialectes qui servent de base à l'élaboration d'un standard sont ceux parlés dans les centres économiques et administratifs, où le besoin se fait sentir d'employer une variété de langue dépassant le cadre local. Une variété de prestige peut parfois être préférée, qu'elle soit d'origine littéraire  ou religieuse (par exemple dans les cas de l'allemand, l'arabe, l'italien). L'usage d'une koinè peut constituer une étape intermédiaire de standardisation.

## Caractéristiques typiques d'une langue standard
- Une orthographe unique et stable.
- Un dictionnaire ou un groupe de dictionnaires de référence qui définissent le vocabulaire en employant l'orthographe standardisée définie précédemment.
- Une grammaire prescriptive reconnue qui enregistre les formes, règles et structures de la langue, recommandant certains usages et en déconseillant d'autres.
- Une prononciation considérée par les locuteurs comme « correcte » ou « cultivée », censément dépourvue de marqueurs régionaux.
- Une académie ou des associations faisant la promotion de la langue et dotées d'une certaine autorité, formelle ou informelle, pour définir son bon usage.
- Un statut légal (langue officielle, langue nationale etc.) reconnu par la loi ou la Constitution d'un État.
- L'utilisation de la langue dans la vie publique, par exemple dans le système judiciaire et le cadre législatif.
- Un canon littéraire.
- La traduction dans la langue de textes sacrés, comme la Bible.
- L'enseignement à l'école de la grammaire et de l'orthographe standardisées.
- Le choix de cette variété pour l'enseignement comme langue seconde ou langue étrangère.
- Lorsque le standard est une langue officielle d'enseignement, il peut exister une réglementation contraignante rendant obligatoire l'usage exclusif de cette variété dans le domaine de l'éducation.

## Processus de normalisation
Le processus de normalisation (aussi appelé standardisation) dépend de la politique linguistique menée. Il nécessite de former un consensus sur :
- la formalisation des caractéristiques linguistiques du standard et de ses limites ;
- la sélection d'un corpus de référence pour cette formalisation ;
- le statut juridique qui attribue au standard un usage officiel ou préférentiel ;
- la planification de l'enseignement qui promeut son acquisition.

## Typologie des langues standards
La normalisation opère une sélection parmi les variétés d'un diasystème à un moment historique particulier. Elle peut s'opérer selon trois dimensions :
- sociale : parmi les différents sociolectes, il est courant que soit choisie la variété propre aux élites culturelles, sociales, économiques et politiques, dite aussi variété de prestige ;
- géographique : parmi les différents géolectes, il est courant que soit choisie la variété de la région géographique où se trouve le pouvoir politique ou économique d'un pays ou une région ;
- fonctionnelle : parmi les différents registres de langue, il est courant que soit choisie la variété la plus stable, traditionnellement liée à l'usage des couches sociales cultivées (et en même temps plus proche de la norme): la langue écrite.

Selon les variétés géographiques qui constituent la base de la norme, on distingue trois types de langues standards :
- langue pluricentrique[1] il existe plusieurs standards issues de normalisations distinctes, et régulés par des organismes indépendants. C'est souvent le cas des langues internationales. Exemples : anglais, allemand, français, portugais, serbo-croate[2], hindoustani.
- langue polynomique unitaire[3] : il existe un seul organisme de régulation, ou une collaboration de plusieurs organismes, élaborant un standard unique en y incorporant les traits de plusieurs variétés. Exemples : espagnol standard pan-hispanique, basque unifié.
- langue monocentrique unitaire[4] : le standard provient d'une seule normalisation basée sur une variété de référence unique. Exemple : islandais.

En plus de la ou des normes officielles de la langue d'enseignement, les médias peuvent créer leurs propres normes, conformément à leurs propres besoins et aux caractéristiques spécifiques des groupes de locuteurs qu'ils prennent pour cible. Ces normes particulières sont recueillies dans les guides stylistiques de ces organisations. Elles peuvent comporter des caractéristiques linguistiques différentes de celles du standard officiel.

## Origine des standards
Certains standards ont une origine simple dans une variété de prestige. L'anglais britannique dans son accent dit Received Pronunciation reflète l'usage historique des public schools. L'anglais américain dans son accent General American repose sur les usages du nord du Midwest.
Certains standards nationaux toutefois ne proviennent pas de la région où est située la capitale. L'italien standard provient du dialecte de Florence et non de Rome. L'allemand standard ne repose pas sur une ville ou une région spécifique, mais a été développé sur plusieurs siècles pendant lesquels les écrivains se sont efforcés de s'exprimer de manière à être compris aussi largement que possible. Il s'agit donc d'une koinè littéraire. Jusqu'au début du XIXe siècle, la langue allemande était une norme écrite exclusivement, apprise presque comme une langue étrangère en Allemagne du Nord, où les dialectes locaux (bas allemands) étaient très différents. Le résultat a été que l'on y prononçait le standard selon sa forme orthographique, prononciation qui s'est propagée plus tard au Sud.

## Norme et conflit linguistique

### Exclusion et conflits sociopolitiques
La création d'une langue standard représente le triomphe d'une certaine variété fonctionnelle, géographique ou sociale, au détriment du prestige des autres variétés. C'est pourquoi dans certains pays, le choix d'une langue standard peut occasionner des conflits sociaux et politiques, si elle est comprise comme une attitude d'exclusion. La Grèce, par exemple, a longtemps connu un conflit entre deux normes de grec moderne : le grec démotique et la katharévousa. En norvégien, il s'est constitué deux normes parallèles : le bokmål, fondé en partie sur la prononciation locale du danois pendant l'époque où la Norvège était sous souveraineté danoise, et le nynorsk, fondé sur les dialectes de l'ouest de la Norvège. Par contraste, l'italien comprend des variations dialectales plus grandes qu'il n'en existe entre les deux normes du norvégien.

### Dépréciation des variétés non-standard
Outre la question de l’exclusion, le choix d’une langue standard peut amener à la dépréciation de ses variétés non-standard. En effet, du fait que la langue standard soit rendue officielle au sein d’une communauté linguistique ou d’une nation, et qu’elle représente généralement le « bon usage » de la langue, elle est placée hiérarchiquement plus haut que les variétés non-standard. De plus, ses règles sont inscrites dans les manuels et les dictionnaires, et font partie de la base de l’enseignement. Elles semblent ainsi systématiques, immuables et logiques. Par analogie, les langues « non-standard », sont dévalorisées, puisque considérées comme illogiques, ou moins complexes. 

#### L’exemple du Black English Vernacular
L’anglais des Etats-Unis possède une variété standard appelée le Standard American English (en) (SAE). Face à cette langue considérée comme officielle, on peut par exemple trouver le Black English Vernacular (BEV), développé dans la communauté afro-américaine. Une étude menée par le linguiste William Labov explique que le fait que le BEV soit une variété non officielle, ne rend pas cette langue erronée ou moins complexe que la version standard SAE. En effet, au cours de différents entretiens avec des jeunes locuteurs du BEV, il a pu remarquer que même si certaines règles grammaticales ne correspondaient pas à la construction de l’anglais américain standard, cela n’était pas dû à des erreurs de la part des locuteurs et des locutrices du BEV, mais bel et bien à l’application de règles systématiques de cette langue. Par exemple, le BEV utilise la double négation (Ex: « he don’t know nothing ») qui est vue comme illogique par rapport à l’anglais standard où l'on dirait « He doesn’t know anything ». Cette même double négation est pourtant utilisée dans les langues telles que le français et le hongrois. Cela veut dire qu'une structure fautive dans une langue ne l'est pas forcément dans une autre. Un autre exemple que l'on retrouve dans un ouvrage du linguiste Steven Pinker (qui reprend l'étude de Labov), montre la possibilité qu’offre le BEV  de supprimer les copules. Ainsi, au lieu de dire « If you’re bad », les locuteurs et locutrices du Black English Vernacular diront « If you bad ». Cette suppression n’intervient que dans certains cas, de la même façon qu’une règle du SAE donne le droit à ses locuteurs et locutrices de former des contractions telles que « You’re » à la place de « You are », par exemple. Les caractéristiques qui rendent le BEV différent du SAE ne sont pas issues d’erreurs ou de paresse, mais de règles systématiques. Ces dernières sont organisées et suivent une cohérence intrinsèque à cette variété, de la même façon que le SAE possède des règles spécifiques mais pas forcément logiques.

#### L'exemple du français parlé dans la banlieue parisienne
Le français standard parlé en région parisienne connaît lui aussi un vernaculaire qui stigmatise ses locuteurs puisqu’il expliquerait, notamment, leur difficulté à suivre le programme scolaire. La linguiste Zsuzsanna Fagyal a étudié ce français non-standard parlé par jeunes issus de l’immigration maghrébine. Elle a découvert, par le biais d’étude des courbes mélodiques, un allongement syllabique de la pénultième syllabe (« une dame elle dit au revoir à sa cooopine ») chez les enfants issus de l'immigration. Cela est différent du français standard, qui allonge la dernière syllabe. Cette particularité phonétique n’explique pas le taux d’échec plus important chez les élèves d'origine maghrébine, les enfants de tous les horizons utilisant cette particularité langagière. De plus, cette variété est régie par une systématicité de structure grammaticale comme l’allongement syllabique. D’ailleurs, cette prosodie particulière en français trouve sa source dans le contact entre la langue française et la langue arabe, parlée par plusieurs élèves, qui admet cette prosodie. Cela met en lumière qu'une langue non-standard est aussi systématique qu’une langue standard.

### Langue standard et logique
De plus, la systématicité des règles qui régissent une langue ne la rendent pas pour autant logique. Ces dernières relèvent généralement de décisions arbitraires (dont les motivations peuvent être idéologiques, politiques, linguistiques, …). Les locuteurs et locutrices de la langue française dite standard connaissent la règle d’accord « le masculin l’emporte sur le féminin ». Or, jusqu’au XVIIe siècle en France, plusieurs règles pouvaient être utilisées. Aussi bien « le masculin l’emporte sur le féminin » que « l’accord de proximité ». Ce dernier permet d’accorder l’adjectif avec le mot le plus proche. La tournure « bâtir des palaces et des maisons nouvelles», considérée comme erronée aujourd’hui (puisqu’elle devrait être « bâtir des palaces et des maisons nouveaux »), était alors correcte à l’époque. La raison pour laquelle seule l’une de ces deux règles a survécu résulte de choix purement arbitraires, et non d’études empiriques. On comprend ainsi que les règles régissant une langue standard ne sont pas immuables, et qu’elles ne sont pas forcément logiques. Une étude de la sociolinguiste Josiane Boutet en 1977, reprend une théorie du linguiste André Chervel qui dénonce la grammaire enseignée à l’école, la grammaire scolaire, comme étant un frein à la langue française et son développement. En effet, ces auteurs s’accordent pour dire que la grammaire scolaire a toujours été celle élevée au rang de grammaire de qualité. Or, de par son unique fonction de formulation de règles d’accords par la  justification des divers cas d’accord du sujet et de son verbe ou de son attribut, elle a empêché le développement d’autres visions de la grammaire. C’est pourquoi ces auteurs se permettent de faire mention d’une « autre » grammaire qui poursuivrait d’autres buts qui seraient tout aussi logiques et légitimes.